# ایپنشید
ایپنشید (به آلمانی: Ippenschied) یک شهر در آلمان است که در باد کرویتسناخ واقع شده‌است. ایپنشید ۱۵۸ نفر جمعیت دارد.